# Дюпре, Жак
Жак Дюпре́ (англ. Jacques Dupré; 12 февраля 1773, Новый Орлеан — 14 сентября 1846, Опелусас, Луизиана) — американский политик, 8-й губернатор Луизианы.

## Биография
Жак Дюпре родился в Новом Орлеане в 1773 году. Он был старшим сыном Лорана Дюпре де Терребона (или д’Арбона) и Мари Жозефины Фонтено. Когда Дюпре было десять лет его отец умер, а мать опять вышла замуж. Дюпре получил домашнее образование.
Во время войны 1812 года он был майором 16-го полка милиции Луизианы и принимал участие в битве за Новый Орлеан вместе с двумя своими сыновьями.
В 1816 году Дюпре был избран в Палату представителей Луизианы, а затем переизбирался в 1822 и 1824 годах. С 1829 по 1839 год Дюпре был членом Сената Луизианы. 14 января 1830 года его избрали спикером Сената, и, следовательно, он принял на себя обязанности губернатора, чтобы закончить оставшийся срок полномочий губернатора Дербиньи. Дюпре стал вторым исполняющим обязанности губернатора в течение года, и в это время в штате, в связи с отсутствием избрания губернатора, случился конституционный кризис. Спор о том, кто займёт пост губернатора в случае его смерти, привёл к введению должности вице-губернатора, которая была закреплена в новой конституции штата 1845 года.
Во время пребывания Дюпре в должности губернатора была усовершенствована инфраструктура штата и построена первая железная дорога штата, а в 1830 году администрация была переведена из Доналдсонвилла обратно в Новый Орлеан.
После ухода в отставку 31 января 1831 года Дюпре занимал должность члена коллегии выборщиков от партии вигов на выборах президента США в 1832, 1836, 1840 и 1844 годах. Губернатор Жак Дюпре скончался 14 сентября 1846 года и был похоронен в Опелусасе, Луизиана.